# Carl Goebel (Maler, 1866)

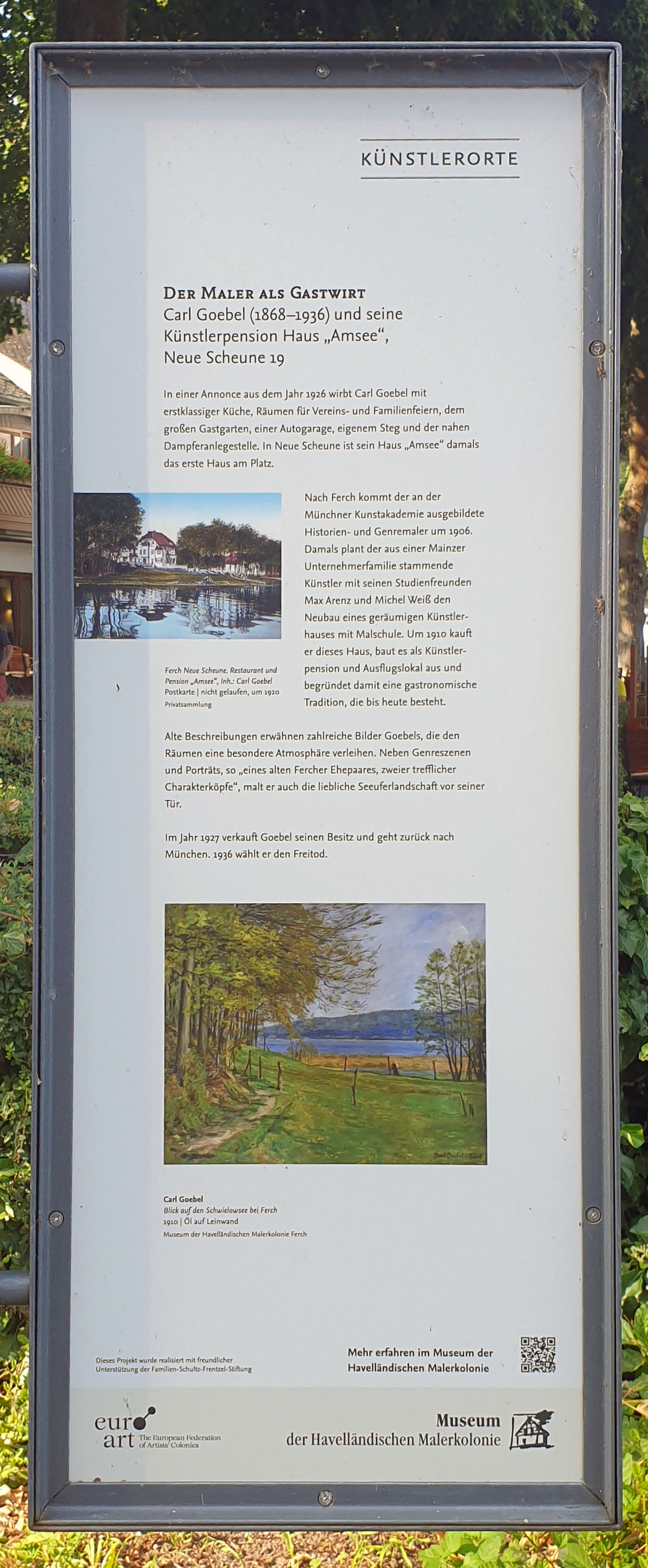
Gedenktafel in Ferch

Carl Alois Goebel (* 22. Juni 1866 in Mainz; † 29. Oktober 1936 in Krailling) war ein deutscher Genre- und Porträtmaler der Düsseldorfer Schule sowie Kunstlehrer in Ferch am Schwielowsee.

## Leben
Goebel studierte von 1882 bis 1885 an der Kunstakademie Düsseldorf Malerei. Dort waren Hugo Crola und Peter Janssen der Ältere seine Lehrer. Außerdem war er in München Schüler von Otto Seitz. 1891, 1892 und 1899 war er auf Ausstellungen im Münchner Glaspalast vertreten, 1905 auf der Großen Berliner Kunstausstellung. Für den Festsaal der Rochuskapelle bei Bingen schuf er einen „historischen Zyklus“. Ab 1905 lebte er in Ferch am Schwielowsee bei Potsdam, wo er mit seinen Malerfreunden Max Arenz und Michl Weiß das „Haus Amsee“ erbaute, eine Malschule mit Studiengarten und Pension.